# Pleurogonium albidum
Pleurogonium albidum är en kräftdjursart som beskrevs av Frank Evers Beddard 1886. Pleurogonium albidum ingår i släktet Pleurogonium och familjen Paramunnidae. Inga underarter finns listade i Catalogue of Life.